# Rochelle Mercedes Garza
Rochelle Mercedes Garza (nacida en 1984) es una abogada estadounidense que actualmente ejerce como una de los cinco comisionados de la Comisión de Derechos Civiles de Estados Unidos (USCCR, sigla en inglés). Es abogada de derechos civiles, ejerce en derecho de familia, defensa penal, derecho de inmigración, derecho constitucional, y es presidenta del Proyecto de Derechos Civiles de Texas. En 2017, se nombró una notificación federal en su honor por su trabajo en un notable caso de derechos reproductivos.

## Primeros años
Garza creció en Brownsville, Texas. Sus padres eran profesores de escuelas públicas. Su padre se convirtió en abogado, y sirvió al sur de Texas como juez de distrito estatal durante 21 años. Garza se licenció con honores por la Universidad de Brown en 2007 y se doctoró en Derecho por el Centro de Derecho de la Universidad de Houston en 2013.

## Carrera

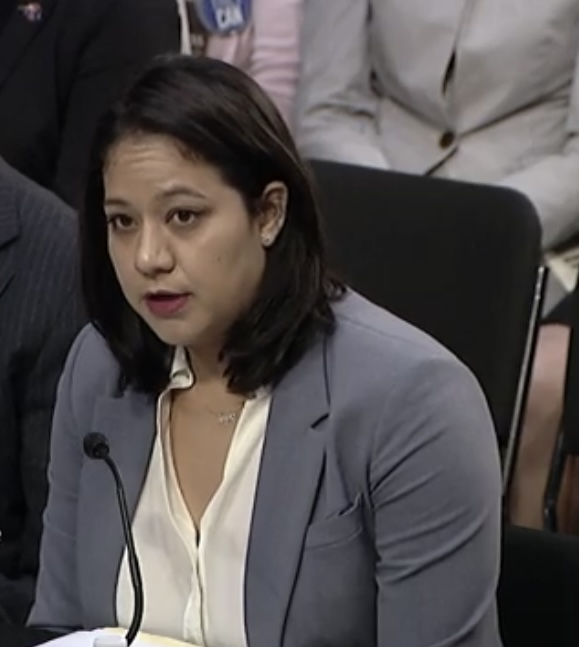
Garza testificando en la audiencia de confirmación de Brett Kavanaugh en el 2018

Garza ha ejercido los siguientes cargos:
- Abogada de la Unión Estadounidense de Libertades Civiles (ACLU, sigla en inglés).[4]

- Socia gerente de Garza & Garza Law, PLLC.[5]
- Miembro de la junta directiva de Moody Clinic, una clínica de rehabilitación.
- Directora de la Asociación de Abogados del Condado de Cameron.
- Presidenta del Comité Asesor de Ética de la Ciudad de Brownsville, Texas.
- Miembro de la junta directiva de Jane's Due Process, organización que proporciona ayuda económica y transportación a adolescentes de Texas que deseen abortar en estados donde sea legal.[6]
- Presidenta del Proyecto de Derechos Civiles de Texas, una organización de defensa y litigio de derechos civiles que trabaja en derechos de voto, inmigración y justicia penal.[7]

### Aviso Garza
En 2017, Garza representó a una joven de 17 años que llegó a Estados Unidos sin sus padres y residía en un refugio de asilo en Texas. La administración Trump le denegó el derecho a salir del refugio para abortar. El "Aviso Garza" pide que se proporcione acceso a la atención de salud reproductiva a los adolescentes alojados en centros federales de detención de inmigrantes, recibió su nombre gracias a la victoria judicial de la abogada Garza, que permitió a la joven refugiada acceder al aborto.

### Elección de Fiscal General
En 2022, Garza fue la candidata del Partido Demócrata de Texas para Fiscal General del Estado. Garza ganó la segunda vuelta, convirtiéndose en la primera candidata de ascendencia latina a fiscalía general de Texas.

## Vida personal
Garza creció en un hogar católico. Según su madre, fue levantada por las masas y llevada ante el Papa Juan Pablo II cuando tenía ocho meses, siendo bendecida por él. Su hermano, Robby, sufrió una lesión cerebral durante el parto que le provocó graves discapacidades y murió antes de que ella fuera a la universidad.